# Clifton Webb
Clifton Webb (Indianapolis, 19 november 1889 - Beverly Hills, 13 oktober 1966) was een Amerikaans acteur.

## Levensloop en carrière
Webb werd geboren in 1889 als enige kind van Jacob Hollenbeck en Mabel Parmelee. Webb begon zijn carrière op Broadway in 1913. 
Zijn filmcarrière was tamelijk kort aangezien hij pas op 55-jarige leeftijd zijn debuut maakte in Hollywood. Otto Preminger gaf hem in 1944 een hoofdrol in zijn film noir Laura. Twee jaar later werd Webb gecast in het op de gelijknamige roman van W. Somerset Maugham gebaseerde drama The Razor's Edge. Voor beide rollen kreeg hij een nominatie voor de Oscar voor beste mannelijke bijrol. Ook in 1948 werd hij genomineerd, deze keer voor de Oscar voor beste acteur voor zijn rol in de komedie Sitting Pretty. In de tragikomedie Cheaper by the Dozen (1950) vertolkte hij de hoofdrol naast Myrna Loy.
Webb werd meermaals gevraagd door gevestigde cineasten als Jean Negulesco, Walter Lang, Henry Levin en Henry Koster. 
In 1962 speelde hij zijn laatste rol in het drama Satan Never Sleeps, meteen ook de laatste film van regisseur Leo McCarey. 
Webb huwde nooit (het was een openbaar geheim dat hij homoseksueel was) en woonde heel zijn leven bij zijn moeder die in 1960 op 91-jarige leeftijd overleed. Zes jaar later overleed Webb op 76-jarige leeftijd aan een hartinfarct.

## Filmografie (selectie)
- 1944 - Laura (Otto Preminger)
- 1946 - The Dark Corner (Henry Hathaway)
- 1946 - The Razor's Edge (Edmund Goulding)
- 1948 - Sitting Pretty (Walter Lang)
- 1950 - Cheaper by the Dozen (Walter Lang)
- 1953 - Titanic (Jean Negulesco)
- 1954 - Three Coins in the Fountain (Jean Negulesco)
- 1954 - Woman's World (Jean Negulesco)
- 1956 - The Man Who Never Was (Ronald Neame)
- 1957 - Boy on a Dolphin (Jean Negulesco)
- 1959 - The Remarkable Mr. Pennypacker (Henry Levin)
- 1962 - Satan Never Sleeps (Leo McCarey)

- Bibsys: 6011688
- Biblioteca Nacional de España: XX1371964
- Bibliothèque nationale de France: cb14238226v (data)
- Catàleg d'autoritats de noms i títols de Catalunya: 981058509343406706
- Gemeinsame Normdatei: 142060429
- International Standard Name Identifier: 0000 0001 1932 4900
- Library of Congress Control Number: no95008500
- Nationale Bibliotheek van Tsjechië: jo20221154646
- Nationale bibliotheek van Australië: 40451649
- Nationale Bibliotheek van Israël: 987007376277205171
- Nederlandse Thesaurus van Auteursnamen: 107398907
- Système universitaire de documentation: 100935559
- Trove: 1447021
- Virtual International Authority File: 14351440
- WorldCat: E39PCjxFDtfJxppxxYhRjKrg8C